# Mickey’s Space Adventure
Mickey’s Space Adventure — графическая приключенческая игра для ряда платформ. Разработана Робертой Уильямс и выпущена Sierra On-Line в 1984 году. В игре представлены диснеевские персонажи Микки Маус и его пёс Плуто.

## Сюжет
По сюжету некая инопланетная раса, теряет драгоценный кристалл, который содержит всю их записанную историю, разделённую на девять частей и спрятанную по всей солнечной системе. Прогуливаясь с Плуто, Микки Маус натыкается на космический корабль, посланный инопланетянами, и ему поручено искать на планетах (и нескольких лунах) осколки кристалла.

## Разработка
Написанная в 1984 году Робертой Уильямс, игра была совместным проектом с Disney до их совместной работы над игрой The Black Cauldron. Игра предназначалась для детей. Хотя было несколько похожих игр с персонажами Диснея, Mickey’s Space Adventure не считается частью более крупной серии. Версия для ПК была выпущена на двух 5¼-дюймовых дисках по 360 КБ.